# Lydia Zakkas
Lydia Zakkas (12 de mayo de 1964) es una deportista australiana que compitió en taekwondo. Ganó dos medallas en el Campeonato Asiático de Taekwondo en los años 1994 y 1996.

## Palmarés internacional
| Campeonato Asiático | Campeonato Asiático   | Campeonato Asiático | Campeonato Asiático |
| Año                 | Lugar                 | Medalla             | Categoría           |
| ------------------- | --------------------- | ------------------- | ------------------- |
| 1994                | Manila ()             | Medalla de bronce   | –65 kg              |
| 1996                | Melbourne (Australia) | Medalla de plata    | –70 kg              |